# Donji Ribnik
Donji Ribnik je naseljeno mjesto u općini Ribnik, Republika Srpska, BiH.

## Povijest
Do potpisivanja Daytonskog mirovnog sporazuma bilo je u sastavu općine Ključ koja je ušla u sastav Federacije BiH.

## Stanovništvo

### 1991.
Nacionalni sastav stanovništva 1991. godine, bio je sljedeći:
ukupno: 465
- Srbi - 459
- ostali, nepoznati i neopredijeljeni - 6

### 2013.
Nacionalni sastav stanovništva 2013. godine, bio je sljedeći:
ukupno: 411
- Srbi - 410
- ostali, nepoznati i neopredijeljeni - 1